# 亚历山大·卡林
亚历山大·波格丹诺维奇·卡林（羅馬化：Aleksandr Bogdanovich Karlin；1951年10月29日—）是俄罗斯政治人物，曾于2005年至2018年间第五任阿尔泰边疆区行政长官。2018年至2023年间，他也担任阿尔泰边疆区联邦委员会议员。
他拥有俄罗斯联邦一级高级国家官员头衔